# Nicolás Mariscal Piña
Nicolás Mariscal Piña (Ciudad de México, 10 de septiembre de 1875 - Ciudad de México, 13 de mayo de 1964) fue un arquitecto mexicano, hermano del arquitecto Federico Mariscal Piña.

## Biografía
Nació el 10 de septiembre de 1875 en la Ciudad de México. Fue el quinto hijo del matrimonio de Alonso Mariscal Fagoaga y Juana Piña Saviñón
Quienes lo conocieron refieren que era un apasionado de la arquitectura. Inició su carrera con la entrada del siglo XX, realizando entre otras actividades, la inspección de la construcción del Banco Central Mexicano, y el estudio y redacción de un informe sobre los hundimientos de la iglesia de Santa Isabel, dando curso a una de las preocupaciones centrales de su quehacer profesional, que fue la arquitectura religiosa. Dicta la conferencia “El desarrollo de la Arquitectura en México” en el concurso científico Nacional; es regidor del Ayuntamiento de la Ciudad de México en la comisión de embellecimiento y al año siguiente, 1901, gana mención Honorífica en el concurso internacional para el palacio del poder legislativo.
Remodela la fachada y construye el tercer piso de la Secretaría de Relaciones Exteriores, entonces en Avenida Juárez en 1903 y gana el concurso y dirección de la obra del Banco Agrícola e hipotecario Mutualista y de ahorro de México en la calle de Uruguay número 45, que construye en colaboración con su hermano Federico, en el mismo año. El inmueble de dos patios y cuatro niveles retoma el estilo gótico de un palazzo veneciano que recuerda al palacio ducal, con un extraordinario lujo en los acabados de asbesto y mármol rojo que le subsisten.
Para 1903, ingresó en la Escuela Nacional de Bellas Artes como fundador de la asignatura teoría de la arquitectura donde permaneció por muchos años. En relación con la cátedra, Mariscal fue el primero en impartirla con proyecciones, lo cual era absolutamente vanguardista para su época. Ganó varios concursos más como el proyecto de transformación del portal de las flores (1901), el proyecto de monumento a la batalla del 2 de abril (1901), los cinco proyectos de escuelas primarias modelo en la Ciudad de México (1901), las cuales se sujetaron a un conjunto de bases pedagógicas y arquitectónicas estudiadas previamente por una comisión técnica nombrada por el supremo gobierno, compuesta por arquitectos como Antonio Rivas Mercado, Ramón de Ibarrola y Guillermo de Heredia. 
En 1931, viaja a Europa a diversas universidades de París, Berlín, Roma y Londres, enviado por la Universidad Nacional Autónoma de México; regresa un año después y organiza tanto la Exposición Nacional e Internacional de Arquitectos contemporáneos, como el intercambio de arquitectura contemporánea entre México y la ciudad de los Ángeles. A partir de 1936 su vida profesional se orienta a obras de género religioso.

## Monumento a Cristo Rey
A partir de 1936 se enfocó a realizar obras de tipo religioso. Preocupado por la formación católica, inculcaba los valores de la religión a su familia e incluso se hacía acompañar de algunos de ellos a sus viajes, explicándoles sobre el arte religioso y de cómo reparaba y restauraba iglesias. Realizó varias obras importantes de este rubro, como la capilla monumental a Cristo Rey de la Catedral de León, así como reparaciones a la Profesa y a la Catedral Metropolitana de la Ciudad de México
El monumento a Cristo Rey fue en su momento culminante y donde concretó sus ideales. Fue un algo que persiguió durante años, le costó mucho trabajo el proyecto mismo y la obtención de licencias, ya que se trataba de una obra de magnitud colosal.

## La revistaEl arte y la ciencia
Fue miembro de la Asociación de Autores Líricos y Dramáticos, Escritores y Artistas, conocido posteriormente como Ateneo Mexicano Literario y Artístico. Leía inglés, francés, italiano y, ocasionalmente alemán. Disfrutaba la poesía, ópera, zarzuela, el canto y tocar el piano.

## Obras destacadas
- Monumento a Cristo rey en el Cerro del Cubilete (1944) con Carlos Ituarte
- Edificio del Banco Agrícola e Hipotecario de México (1904) en República de Uruguay 45 con Federico Mariscal[2] y Miguel Rebolledo
- Casa Barroso-Chávez (1955) en Paseo de la Reforma 505[3]
- Escuela superior de comercio y administración (1905) frente a la plaza de la Ciudadela (Destruida)[3]
- Remodelación de la casa de don Francisco Espinosa para albergar la Secretaría de Relaciones Exteriores (1909) en Avenida Juárez (Destruida)[3]
- Tribuna monumental en Chapultepec[4] (1905)
- Capilla monumental a cristo rey en la Catedral de León (1936)